# 二人の銀座
「二人の銀座」（ふたりのぎんざ）は、ザ・ベンチャーズが作曲し発売したシングル。のちに和泉雅子・山内賢の2人がデュエット曲としてカバーし、シングルとして発売し映画化される。その後、ザ・ベンチャーズが作曲し発売した「東京ナイト」も同様に和泉雅子・山内賢の2人がデュエット曲としてシングル発売され、同様に映画化される。

## ザ・ベンチャーズ盤
ベンチャーズが銀座の夜景からイメージして作曲。英語題は「Ginza Lights」。1966年のアルバム「Go With The Ventures」収録。
尚、ベンチャーズのレコーディングに於いては、ベースがいわゆる「テケテケ奏法（グリッサンド）」を行う。

### 日本盤シングル収録曲
1. 二人の銀座 (GINZA LIGHTS)
2. 霧の8マイル（エイト・マイルズ・ハイ） (EIGHT MILES HIGH)
ザ・バーズのカバー。
本作のシングルは同一型番(LR-1545)でB面の邦題が「霧の8マイル」となっているものと「エイト・マイルズ・ハイ」になっているものとがある。

### アメリカ盤シングル収録曲
1. アラベスク(Arabesque)
2. 二人の銀座

## 和泉雅子・山内賢盤
レコードは東芝レコード（東芝音楽工業）より発売。累計売上は100万枚以上。
当初は越路吹雪に提供されたが、曲を聴いた越路が自分より和泉雅子がデュエットで歌ったほうがいいと判断し、和泉に譲った。永六輔が詞をつけ、山内賢とのデュエット曲としてリリースし、大ヒットした。
なお、本来は岩谷時子が詞をつける予定だった。
シングル・リリースから4年後、1970年大晦日放映のTBSテレビ系列『第12回日本レコード大賞』で「いわゆる『ベンチャーズ歌謡』」が企画賞を獲得し、和泉・山内2人揃って生出演して歌唱披露した。
B面の『踊りたいわ』は、後述の映画『二人の銀座』の挿入歌として使用された。

### 収録曲
1. 二人の銀座
作詞：永六輔、作曲：ザ・ベンチャーズ (ボブ・ボーグル、ドン・ウィルソン、ノーキー・エドワーズ、メル・テイラー)[5]、編曲：川口真、歌：和泉雅子&山内賢
2. 踊りたいわ
  - 作詞・作曲：ヘンリー、編曲：大沢保郎、歌：和泉雅子

## その他のカバー
- 有馬徹とノーチェ・クバーナ
- アン・ルイス・内田喜郎（1972年）「雨の御堂筋 - アン・ルイス・ベンチャーズ・ヒットを歌う」に収録。
- 井上宗孝とシャープ・ファイブ
- 永六輔
- エド山口&東京ベンチャーズ
- 奥田宗宏とブルースカイ・ダンス・オーケストラ
- 織井茂子（1972年） - アルバム『京都の恋』に収録。
- ザ・マイクハナサーズ（1988年） - メドレー楽曲「わたしたちどうするの?」の1曲として歌唱。
- ジミー竹内＆ジ・エキサイターズ
- 須藤久雄とニュー・ダウンビーツ・オーケストラ
- 鶴岡雅義
- 寺内タケシとブルージーンズ
- 見砂直照と東京キューバン・ボーイズ

## 映画
本楽曲のヒットにより、1967年に映画『二人の銀座』が公開された。雪室俊一の原案を才賀明が脚本。青春映画。1967年2月25日に日活により封切りされた。シネマスコープ・モノクロ作品。

### キャスト
- 村木健一：山内賢
- 瀬川マコ：和泉雅子
- 瀬川玲子：小林哲子
- 倉田秀夫：和田浩治
- 戸田周一郎：新田昌玄
- ジャッキー吉川とブルーコメッツ
- ヴィレッジ・シンガーズ

### 挿入歌
『二人の銀座』
歌：山内賢・和泉雅子
『ちぎれた涙』
作詞：橋本淳 / 作曲：すぎやまこういち / 編曲：森岡賢一郎 / 歌：尾藤イサオ
『恋の苦しみ』
作詞：橋本淳 / 作曲：すぎやまこういち / 編曲：井上忠夫 / 歌：尾藤イサオ
『ブルー・シャトウ』
作詞：橋本淳 / 作曲：井上忠夫 / 編曲：森岡賢一郎 / 歌：ジャッキー吉川とブルーコメッツ
『甘いお話』
作詞：佐々木ひろと / 作曲：小田啓義 / 歌：ジャッキー吉川とブルーコメッツ
『青い瞳』
作詞：橋本淳 / 作曲：井上忠夫 / 歌：ジャッキー吉川とブルーコメッツ
『お待たせしました』
作詞：沢ノ井千江児 / 作曲：袴田宗孝 / 歌：桂京子
『君を求めて』
作詞・作曲：佐々木勉 / 歌：ヴィレッジ・シンガーズ
『踊りたいわ』
歌：和泉雅子

### 同時上映
『星よ嘆くな 勝利の男』
- 脚本：山崎巌、舛田利雄 / 監督：舛田利雄 / 主演：渡哲也